# Wilhelm Roeder von Diersburg
Wilhelm Ludwig Philipp Eberhard Edgar Freiherr Roeder von Diersburg (* 4. Mai 1832 in Karlsruhe; † 13. April 1909 in Freiburg im Breisgau) war ein preußischer General der Infanterie und Präsident des Badischen Militärvereinsverbandes.

## Leben

### Herkunft
Wilhelm war ein Sohn des badischen Generalleutnants Philipp Roeder von Diersburg (1801–1864) und dessen Ehefrau Adelheid Friederike, geborene Baur von Eysseneck (1806–1886). Seine jüngeren Brüder Karl (1840–1916) und Ferdinand (1848–1926) schlugen ebenfalls eine Militärkarriere ein und avancierten zu Generalen.

### Militärkarriere
Roeder besuchte das Lyzeum in Karlsruhe und Freiburg. Am 11. April 1848 trat er als Musketier in das 2. Infanterie-Regiment „Erbgroßherzog“ der Badischen Armee ein, dass von seinem Vater kommandiert wurde. Im August verlegte er anlässlich des Krieges gegen Dänemark als Teil einer gemischten Brigade nach Holstein. Durch den Vertrag von Malmö kam es jedoch nicht mehr zu Kampfhandlungen und Roeder kehrte zügig nach Baden zurück, da zwischenzeitlich der Struve-Putsch in seiner Heimat ausgebrochen war. Nach der Ankunft in der Garnison Freiburg nahm er an Streifzügen im Oberland teil und besuchte von Januar bis April 1849 als Offiziersaspirant die Kriegsschule in Karlsruhe. Aufgrund der am 13. Mai 1849 ausgebrochenen Meuterei floh Roeder unter Lebensgefahr nach Altbreisach, wo sich die Offiziere seines Regiments sammelten. Mit der Flucht von Großherzog Leopold und seiner Minister wurde die Badische Armee aufgelöst und durch die Besitzergreifung der provisorischen Regierung die verfassungsmäßige Gewalt außer Kraft gesetzt. Da Roeder nicht mit den Revolutionären gemeinsame Sache machen wollte, trat er mit Genehmigung des Großherzogs im Juni 1849 in österreichische Dienste über.
Er wurde zunächst als Kadett im 17. Feldjägerbataillon in Wien angestellt und nahm am Feldzug in Ungarn teil. Als Unterleutnant kämpfte er im Infanterieregiment „Erzherzog Wilhelm“ Nr. 12 während der Belagerung von Komorn in dem Gefecht bei Szőny gegen die ausfallende Besatzung. In den folgenden acht Jahre wechselte Roeder oft seine ungarischen, siebenbürgischen und galizischen Garnisonen. Er stieg zum Adjutanten auf und war als Lehrer an der Brigadekadettenschule in Lemberg tätig. Nach einer einjährigen Verwendung im Generalstab absolvierte er bis April 1859 die Wiener Kriegsschule und wurde zum Oberleutnant befördert. Wenig später avancierte er bereits zum Hauptmann im Generalstab der unter Erzherzog Albrecht anlässlich des Sardinischen Krieges für den Feldzug am Rhein bestimmten Armee. Roeder trat dann zum VI. Armeekorps unter Feldmarschallleutnant von Baumgarten über und verblieb nach dem Friedensschluss in der Provinz Venedig. 1862/63 führte er ein Landesaufnahme in der Provinz Rovigo durch, da die Neugestaltung der Grenzen zu Italien neue Verteidigungsmaßnahmen erforderte. Nach seiner Rückkehr zum Generalstab nach Wien war Roeder in der kriegsgeschichtlichen Abteilung tätig und erarbeitete Studien und Informationen über den als wahrscheinlich angenommenen Kriegsschauplatz jenseits des böhmischen Gebirgskammes. Bei der Mobilmachung anlässlich des Krieges gegen Preußen wurde Roeder 1866 als Generalstabsoffizier der Kavalleriebrigade des Grafen Soltyk zugeteilt und nahm während der Schlacht bei Königgrätz an den Kämpfen bei Langenhof teil. Anschließend befand er sich im Hauptquartier des Kavalleriekorps, das den Rückzug auf Wien decken sollte.
Im November 1866 folgte seine Versetzung als Generalstabsoffizier nach Krakau. Er war dann ein Jahr bei der Landesaufnahme in Slawonien tätig und wurde Anfang März 1868 zum Generalstabschef der 1. Kavallerie-Division in Grosswardin ernannt. Diese Verwendung trat Roeder jedoch nicht an, da er aus familiären Gründen seinen Abschied eingereicht hatte. Er trat daraufhin am 14. Mai 1868 wieder in badische Dienste und wurde als Hauptmann und Kompaniechef im Leib-Grenadier-Regiment angestellt. Unter Beförderung zum Major erfolgte ein Jahr später seine Versetzung als Bataillonskommandeur in das 5. Infanterie-Regiment nach Freiburg. Das II. Bataillon führte Roeder 1870/71 im Kriege gegen Frankreich in den Schlachten bei Wörth und an der Lisaine, während der Belagerung von Straßburg sowie den Gefechten bei Colmar, Anould, am Ognon, bei Dijon, Saint-Jean-de-Losne, Leutenay, Autun, Châteauneuf und Villersexel. Für sein Verhalten erhielt er neben beiden Klassen des Eisernen Kreuzes das Ritterkreuz des Militär-Karl-Friedrich-Verdienstordens.
Nach dem Friedensschluss und in Folge der Militärkonvention wurde Roeder am 15. Juli 1871 als Major mit Patent vom 19. Juli 1869 in den Verband der Preußischen Armee übernommen. Er war zunächst dem Generalstab aggregiert und dem Großen Generalstab zugeteilt, bevor er Anfang Oktober 1871 einrangiert wurde. Mitte November 1874 folgte seine Versetzung nach Magdeburg in den Generalstab des IV. Armee-Korps. Roeder avancierte im September 1874 zum Oberstleutnant, wurde am 27. Oktober 1876 Chef des Generalstabes des VII. Armee-Korps in Münster und stieg in dieser Stellung Mitte Oktober 1877 zum Oberst auf. Als solcher war er vom 14. Januar 1879 bis zum 13. Juni 1883 Kommandeur des 3. Badischen Infanterie-Regiments Nr. 111 in Rastatt. Anschließend wurde er unter Stellung à la suite seines Regiments mit der Führung der 55. Infanterie-Brigade in Karlsruhe beauftragt und am 3. August 1883 als Generalmajor zum Kommandeur dieser Brigade ernannt. Mit der Beförderung zum Generalleutnant erhielt Roeder am 7. Juli 1888 das Kommando über die in Stettin stationierte 3. Division, bis er schließlich in Genehmigung seines Abschiedsgesuches unter Verleihung des Charakters als General der Infanterie mit der gesetzlichen Pension zur Disposition gestellt wurde.

### Zivilleben
Nach seiner Verabschiedung berief ihn Großherzog 1891 in die Erste Kammer der Badischen Ständeversammlung, der Roeder bis 1904 angehörte. Außerdem ernannte er ihn am 30. August 1892 zum Präsidenten des Badischen Militärvereinsverbandes. Während seiner Präsidentschaft verdoppelte sich die Mitgliederzahl auf rund 118.000. Aus gesundheitlichen Gründen trat Roeder nach zehnjähriger Amtszeit von seinem Posten zurück und wurde zum Ehrenpräsidenten ernannt. Er betätigte sich außerdem als Verwaltungsrat des Evangelischen Stifts in Freiburg. Für sein Wirken wurde Roeder mehrfach ausgezeichnet. Im September 1892 erhielt er das Großkreuz des Ordens vom Zähringer Löwen, Mitte September 1899 den Roten Adlerorden I. Klasse mit Eichenlaub sowie im Juni 1902 das Großkreuz des Ordens Berthold des Ersten.
Er verstarb an den Folgen eines Schlaganfalls, wurde zunächst in Freiburg beigesetzt und später nach Diersburg überführt.

### Familie
Roeder hatte sich am 12. Oktober 1871 in Frankfurt am Main mit Auguste Freiin von Lersner (1846–1936) verheiratet. Die Ehe blieb kinderlos.